# Olympische Winterspiele 2002/Teilnehmer (Brasilien)
| Gelbes Symbol für Goldmedaillen mit stilisierten Olympischen Ringen | Graues Symbol für Silbermedaillen mit stilisierten Olympischen Ringen | Braundes Symbol für Bronzemedaillen mit stilisierten Olympischen Ringen |
| ------------------------------------------------------------------- | --------------------------------------------------------------------- | ----------------------------------------------------------------------- |
| —                                                                   | —                                                                     | —                                                                       |

Brasilien nahm an den Olympischen Spielen 2002 im US-amerikanischen Salt Lake City mit zehn Athleten in vier verschiedenen Disziplinen teil.
Es war die vierte Teilnahme Brasiliens an Olympischen Winterspielen, Medaillen wurden keine gewonnen.

## Flaggenträger
Die Skifahrerin Mirella Arnold trug die Flagge Brasiliens während der Eröffnungsfeier, bei der Abschlussfeier wurde sie vom Rennrodler Renato Mizoguchi getragen.

## Übersicht der Teilnehmer

### Bob
Männer
- Cristiano Rogério Pães, Eric Maleson, Matheus Inocêncio, Edson Bindilatti
Viererbob: 27. Platz (3:16,73 min)

### Rodeln
Männer
- Ricardo Raschini
Einsitzer: 45. Platz (3:16,647 min)

- Renato Mizoguchi
Einsitzer: 46. Platz (3:19,900 min)

### Ski Alpin
Frauen
- Mirella Arnhold
Riesenslalom: 48. Platz (3:13,74 min)

Männer
- Nikolai Hentsch
Riesenslalom: Ausgeschieden

### Skilanglauf
Frauen
- Franziska Becskehazy
10 km klassisch: 57. Platz (46:46,0 min)

Männer
- Alexander Penna
50 km klassisch: 57. Platz (3:28:58,7 h)